# Municipio de Milton (Carolina del Norte)
El municipio de Milton (en inglés: Milton Township) es un municipio ubicado en el  condado de Caswell en el estado estadounidense de Carolina del Norte. En el año 2000 tenía una población de 2.298 habitantes.

## Geografía
El municipio de Milton se encuentra ubicado en las coordenadas 36°29′29.41″N 79°13′22.13″O / 36.4915028, -79.2228139.